# سرجیوس رأس‌العینی
سرجیوس رأس‌العینی (درگذشتهٔ ۵۳۶ م) یک دانشمند، پزشک و مترجم مشهور سریانی سده دوم و سوم قمری اهل شهر رأس‌العین در سوریه بود. عمده کار او ترجمه آثار جالینوس از یونانی به عربی بود.